# Campionati svizzeri di sci alpino 1971
Ai Campionati svizzeri di sci alpino 1971 furono assegnati i titoli di discesa libera, slalom gigante, slalom speciale e combinata, sia maschili sia femminili; oltre agli sciatori svizzeri poterono concorrere al titolo anche gli sciatori di nazionalità liechtensteinese.

## Risultati

### Uomini

#### Discesa libera
| Pos. | Atleta         | Nazione  |
| ---- | -------------- | -------- |
| 1    | Bernhard Russi | Svizzera |
| 2    | ?              | ?        |
| 3    | ?              | ?        |

#### Slalom gigante
| Pos. | Atleta         | Nazione  |
| ---- | -------------- | -------- |
| 1    | Hans Zingre    | Svizzera |
| 2    | ?              | ?        |
| 3    | Bernhard Russi | Svizzera |

#### Slalom speciale
| Pos. | Atleta     | Nazione  |
| ---- | ---------- | -------- |
| 1    | Peter Frei | Svizzera |
| 2    | ?          | ?        |
| 3    | ?          | ?        |

#### Combinata
| Pos. | Atleta         | Nazione  |
| ---- | -------------- | -------- |
| 1    | Bernhard Russi | Svizzera |
| 2    | ?              | ?        |
| 3    | ?              | ?        |

### Donne

#### Discesa libera
| Pos. | Atleta        | Nazione  |
| ---- | ------------- | -------- |
| 1    | Vreni Inäbnit | Svizzera |
| 2    | ?             | ?        |
| 3    | ?             | ?        |

#### Slalom gigante
| Pos. | Atleta        | Nazione  |
| ---- | ------------- | -------- |
| 1    | Rita Good     | Svizzera |
| 2    | ?             | ?        |
| 3    | Vreni Inäbnit | Svizzera |

#### Slalom speciale
| Pos. | Atleta                | Nazione  |
| ---- | --------------------- | -------- |
| 1    | Bernadette Zurbriggen | Svizzera |
| 2    | ?                     | ?        |
| 3    | Vreni Inäbnit         | Svizzera |

#### Combinata
| Pos. | Atleta                | Nazione  |
| ---- | --------------------- | -------- |
| 1    | Bernadette Zurbriggen | Svizzera |
| 2    | Vreni Inäbnit         | Svizzera |
| 3    | ?                     | ?        |